# 聖米高醫院 (多倫多)
聖米高醫院，又譯聖彌額爾醫院，是加拿大安大略省多倫多的一所教學醫院，附屬於多倫多大學醫學院及多倫多聯合醫療系統。
該院由聖若瑟修女會於1892年建立，旨在照顧多倫多內城區的病人及窮人。
在獲李嘉誠基金會捐贈500萬加元後，聖米高醫院於2011年10月18日設立李嘉誠知識研究院（Li Ka Shing Knowledge Institute）。

## 科室
- 足病診療法[11]
- 脊骨療法[12]
- 心臟深切治療部（英语：Coronary care unit）
- 深切治療
- 糖尿科
- 心血管系統疾病
- 神經內科及肌骨骼疾病
- 婦產科
- 兒科
- 精神科
- 創傷及神經外科
- 普通外科及外科急症護理
- 大腸病科
- 腫瘤外科（英语：Surgical oncology）
- 乳房手術（英语：Breast surgery）
- 微創手術
- 內窺鏡檢查

## 外部連結
- 官方网站